# Cuscuta ortegana
Cuscuta ortegana är en vindeväxtart som beskrevs av Truman George Yuncker. Cuscuta ortegana ingår i släktet snärjor, och familjen vindeväxter. Inga underarter finns listade i Catalogue of Life.